# ARTTS國際
ARTTS國際是John Sichel在1990年創立的，位於英格蘭东约克郡巴布威斯的一所电影、电视、广播和舞台培訓學校。2005年，John Sichel死後，學校停止辦學。15年間，有500名學生在這裡學習，大多數後來都工作在娛樂行業。

## 著名校友
- Bruce Byron - 表演 (英国) (1990)
- 彭耀順 - 表演 (新加坡) (1992)
- Jon Sen - 导演 (英国) (1996)
- Sally El Hosaini - 导演 (埃及 / 英国) (2001)
- Maryam Davari - 表演 (伊朗) (2004)